# Justicia anselliana
Justicia anselliana är en akantusväxtart som först beskrevs av Christian Gottfried Daniel Nees von Esenbeck, och fick sitt nu gällande namn av T. Anders.. Justicia anselliana ingår i släktet Justicia och familjen akantusväxter. Inga underarter finns listade i Catalogue of Life.